# Рот, Ойген
Ойген Рот (нем. Eugen Roth; 24 января 1895, Мюнхен, Германская империя — 28 апреля 1976, Мюнхен, ФРГ) — немецкий писатель, прозаик и поэт.

## Биография
Многие десятилетия Ойген Рот с его книгой стихов и рассказов «Ein Mensch» относится к самым читаемым немецкоязычным авторам.
Ойген родился 24 января 1895 года в Мюнхене, Германская империя в семье известного местного журналиста Германа Рота. Здесь же он учился в гимназии, начал изучать германистику, историю искусств и получил степень доктора философии. Начал писать серьёзные лирические произведения. C 1927 года и до своего увольнения в 1933 году из-за прихода к власти НДСАП ,работал редактором «Мюнхенских последних известий». После того как ему запретили заниматься журналистской деятельностью, Рот обнаружил у себя навык юмористики. Первый большой успех пришёл к нему в 1935 г. с книгой «Человек», в которой он в весёлой и развлекательной стихотворной форме рассматривает человека со всеми его слабостями и недостатками.
После этого из-под пера Ойгена Рота вышли в свет многочисленные прозаические и лирические произведения, которые нашли достойную оценку: в 1952 г. он получил приз по литературе города Мюнхена, в 1960 г. — орден «За заслуги» земли Бавария. Кроме того, он был награждён Большим крестом федерального ордена «За заслуги».
Умер в 1976 году. Похоронен на Нимфенбургском кладбище.

## Семья
Родители — журналист Герман Рот и торговка антиквариатом Тереза Мауэрер.
Жена (с 1938) — переплётчица Клотильда Филипп. Двое сыновей.

## Сочинения
- Ein Mensch. Heitere Verse. Weimar: Duncker, 1935, 125 S. (много переизданий)
- Das große Eugen Roth Jubiläumsbuch  Verlag: Sanssouci, 2003, 256 S.